# Weltausstellung Paris 1889
Die Pariser Weltausstellung 1889 (französisch Exposition universelle de Paris de 1889) war die zehnte Weltausstellung. Sie fand vom 6. Mai bis zum 31. Oktober 1889 aus Anlass des hundertjährigen Jubiläums der Französischen Revolution statt und war aus diesem Grund im mehrheitlich monarchisch organisierten Europa politisch umstritten. Für die Weltausstellung von 1889 wurde der Eiffelturm errichtet.

## Geschichte
Die Ausstellungsfläche betrug laut BIE insgesamt 96 Hektar: am Marsfeld (Champ de Mars) und im alten Palais du Trocadéro wurden Kunst und Industrie präsentiert, während auf der Esplanade des Invalides die Kolonien und das Militär ihre Ausstellungsflächen hatten. Koordinator der Ausstellung war Jean-Charles Alphand, ein ehemaliger Mitarbeiter von Georges-Eugène Haussmann, dem leitenden Ingenieur der Stadt Paris.
Als Neuheiten wurden u. a. der Phonograph von Edison, ein verbessertes Fahrrad und der Wasserschlitten von Girard vorgestellt. Die Ausstellung gilt auch als Initialzündung für die französische Automobilindustrie; Gottlieb Daimler stellte seinen Motor vor, der bereits 1890 im ersten französischen Automobil von Panhard & Levassor als Lizenzbau erschien. Den Grafen Albert de Dion inspirierte dieser Motor zu einer eigenen Entwicklung, welche De Dion-Bouton zum ersten Massenhersteller und zeitweilig zum größten Hersteller der Welt machte. Das Unternehmen zeigte seinerseits einen neuartigen, leichten Dampfkessel für Boote und Dampfwagen.
Als Hauptsehenswürdigkeiten galten:
- Der damals mit 312 Meter hohe Eiffelturm war das höchste Bauwerk der Erde und fungierte als monumentales Eingangstor zur Ausstellung.
- Die Galerie des Machines auf dem Marsfeld, ein Werk des Architekten Charles Louis Ferdinand Dutert. Sie war 420 m lang und 110 m breit und wurde erst 1909 abgerissen. Huysmans verglich sie mit einer Kathedrale.
- Das Palais des Beaux-Arts et des Arts libéraux, gleichfalls auf dem Marsfeld, war eine Schöpfung des Architekten Jean Camille Formigé.
- Der Industriepalast (Palais des Industries), ein Werk von Joseph Bouvard mit seiner großen zentralen Kuppel wurde großzügig elektrisch beleuchtet, desgleichen der davor gelegene Brunnen, ein Werk von Jules Coutan.
- Eine Rekonstruktion der Bastille, ein Menschenzoo („village nègre“) mit 400 Bewohnern aus französischen Kolonien, zwei mit Wasserstoff gefüllte Fesselballons und die enorm erfolgreiche Wild West Show von Buffalo Bill gehörten zu den Attraktionen der Weltausstellung. Die Verbindung der verschiedenen Teile des Ausstellungsgeländes erfolgte über eine beliebte, von Paul Decauville (1846–1922) errichtete Decauville-Bahn.
- Das damals größte Eichenfass der Welt, 200.000 Flaschen fassend, von Mercier (Champagner).

Mit Ausgaben von 41,5 Millionen Francs und Einnahmen von 49,5 Millionen Francs war die Expo auch finanziell erfolgreich. Wegen des „revolutionären“ Mottos beteiligten sich von den großen Industriestaaten nur die USA und die republikanische Schweiz. 32,3 Millionen Besucher kamen, von den 61.722 Ausstellern waren 55 Prozent Franzosen. Bedeutend waren die zahlreichen, die Weltausstellung begleitenden Konferenzen.

## Galerie

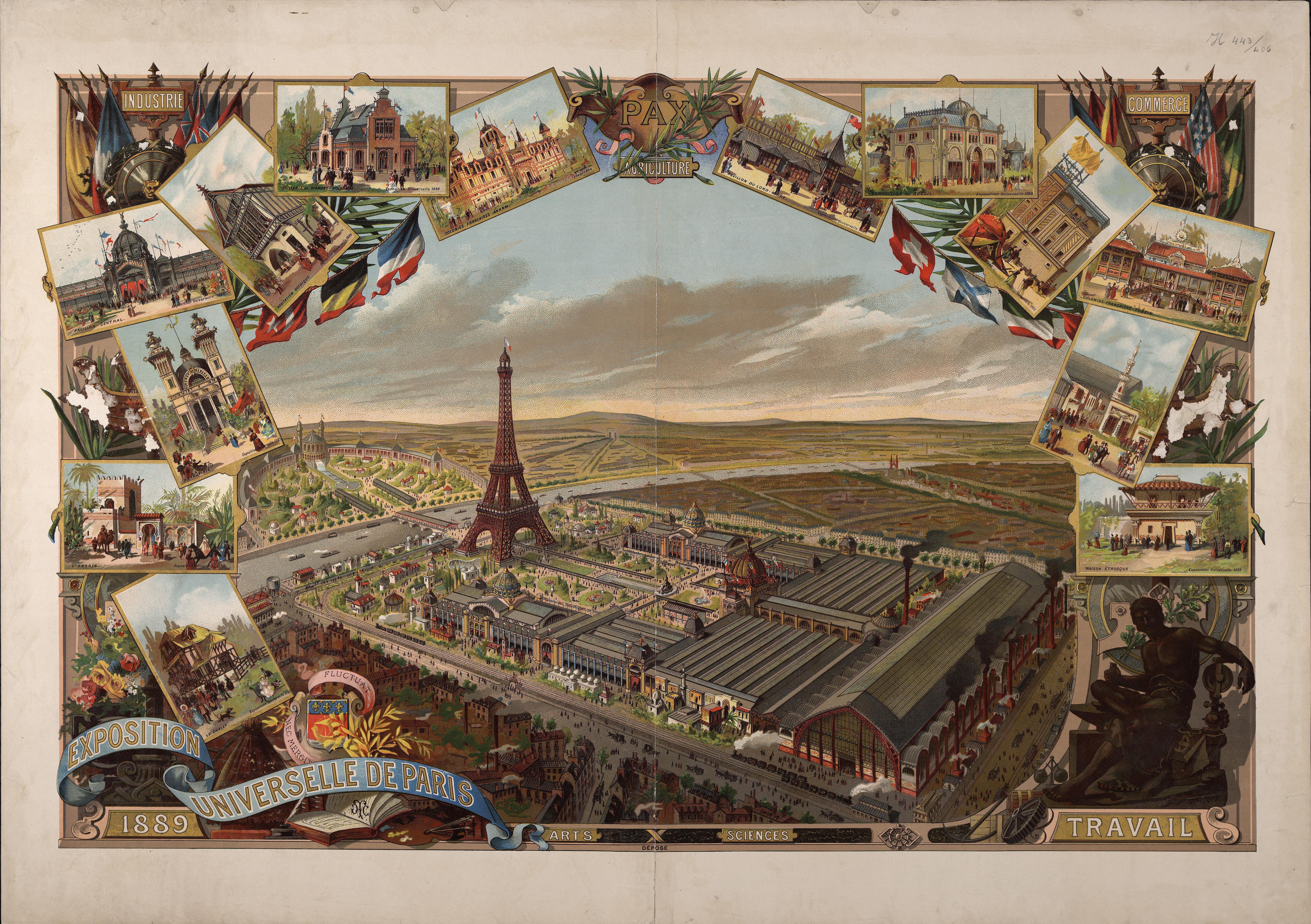
Postkartenansicht des Messegeländes von 1889
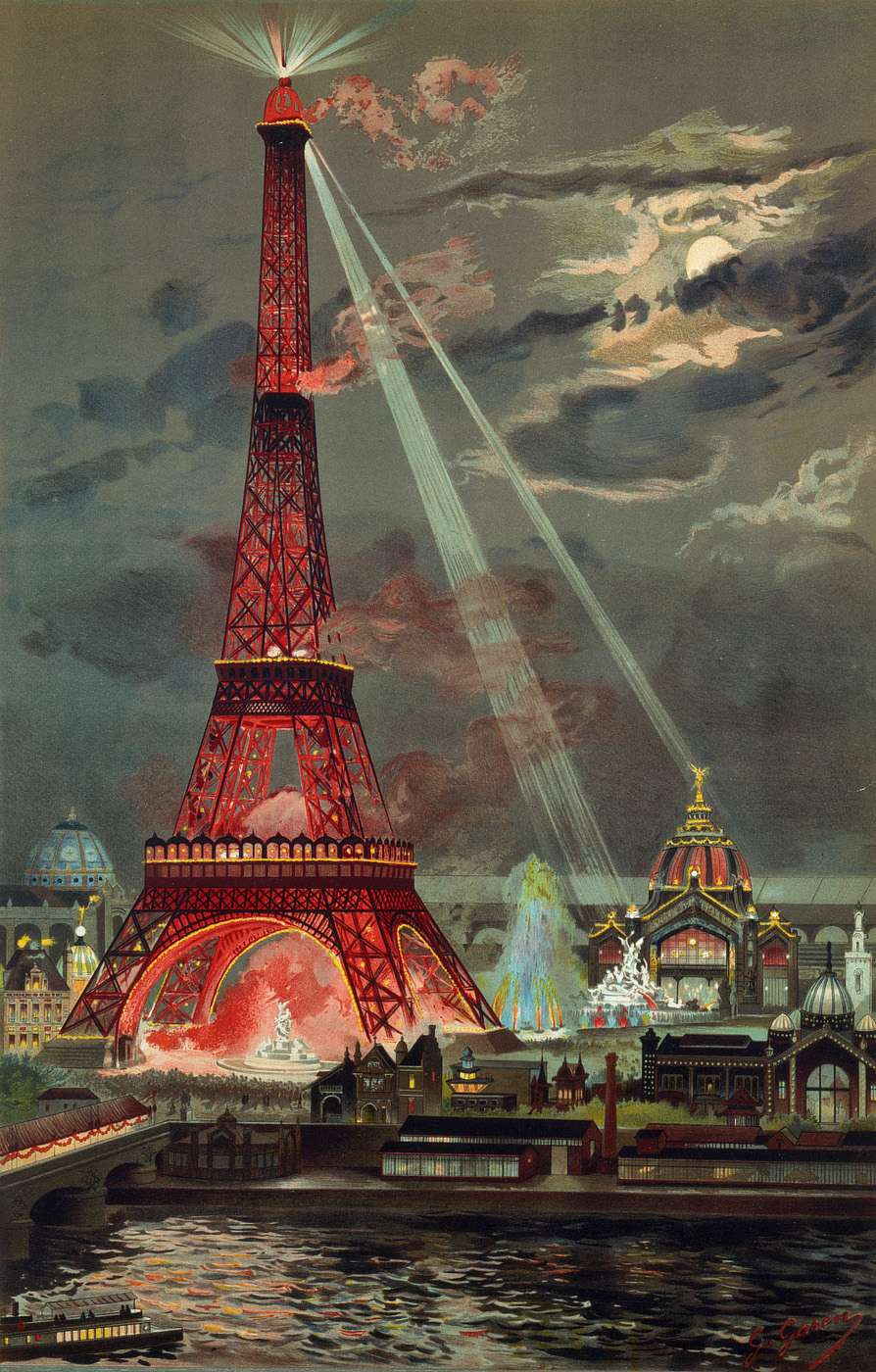
Postkartenmotiv des illuminierten Eiffelturms von Georges Garen
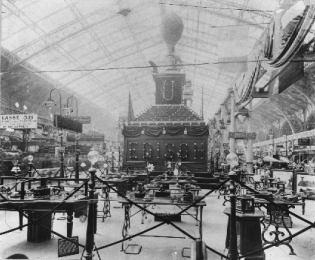
Ausstellung Edison
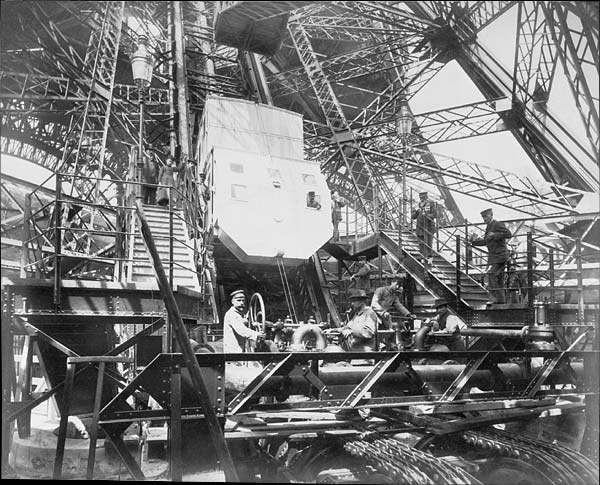
Lift des Eiffelturms Roux Combaluzier Lepape
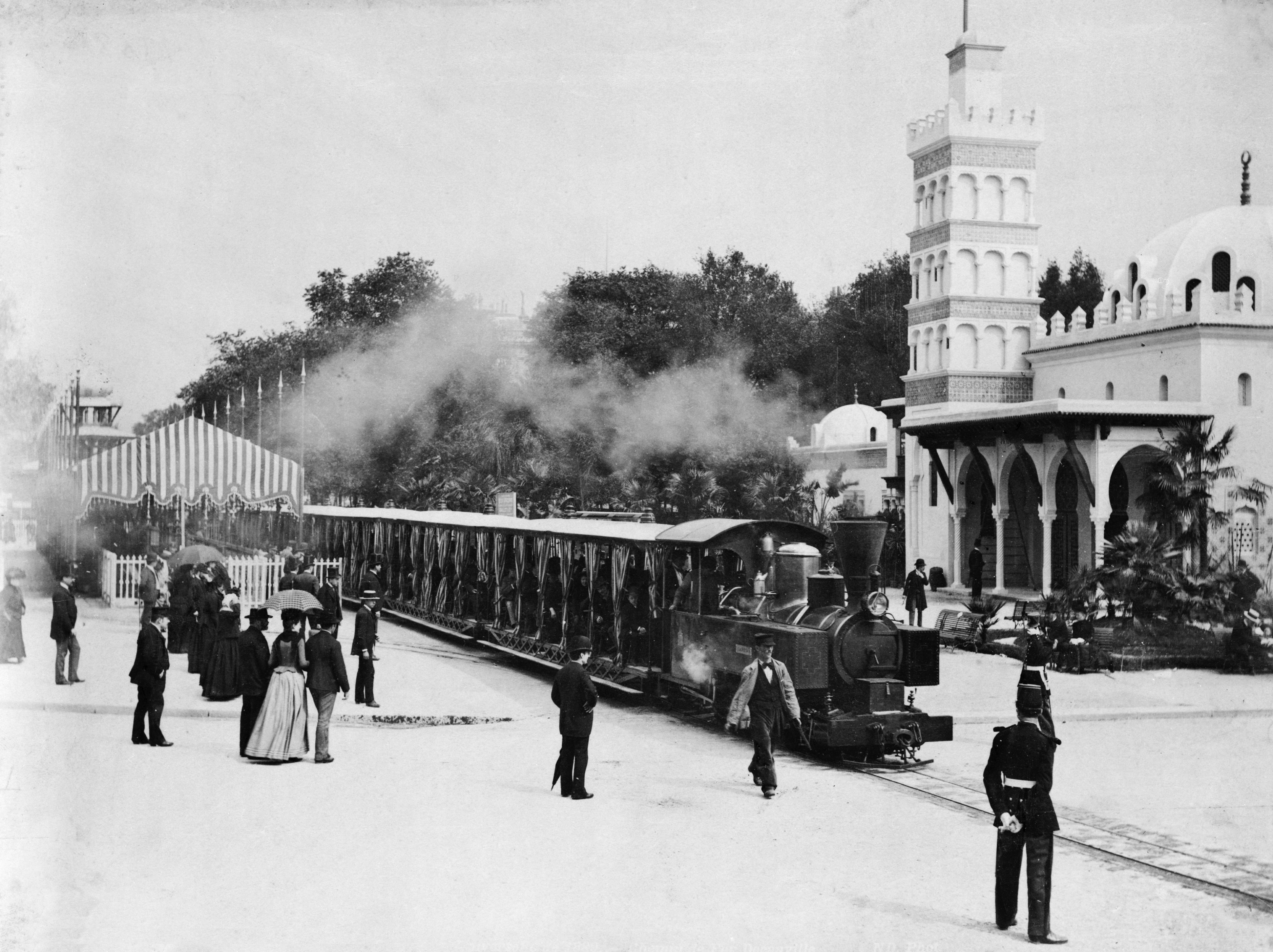
Decauville-Bahn der Pariser Weltausstellung
Luftbild der Ausstellung
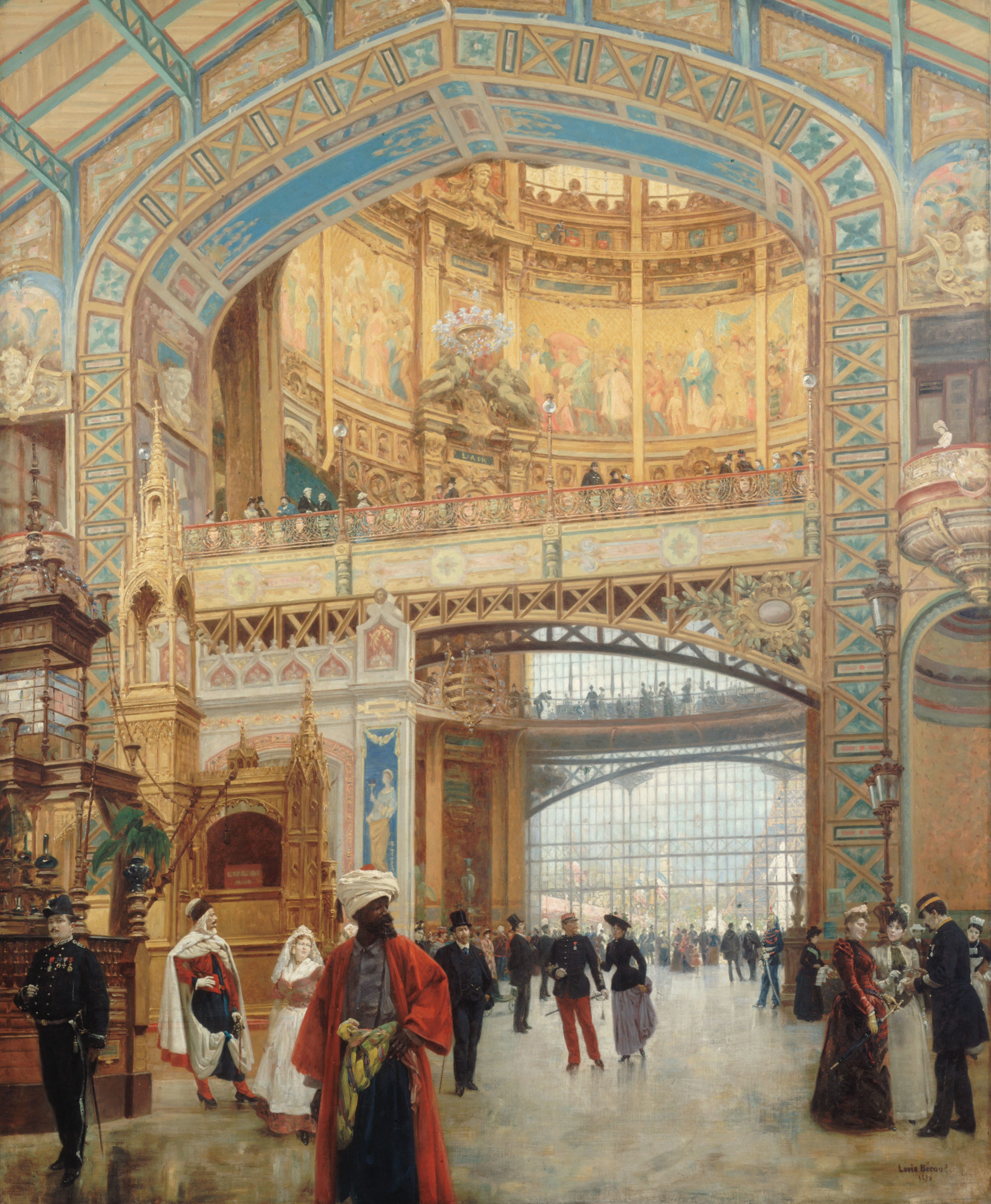
Zentralkuppel der Maschinenhalle, Exposition Universelle de Paris, 1889, gemalt von Louis Béroud (1852–1930)
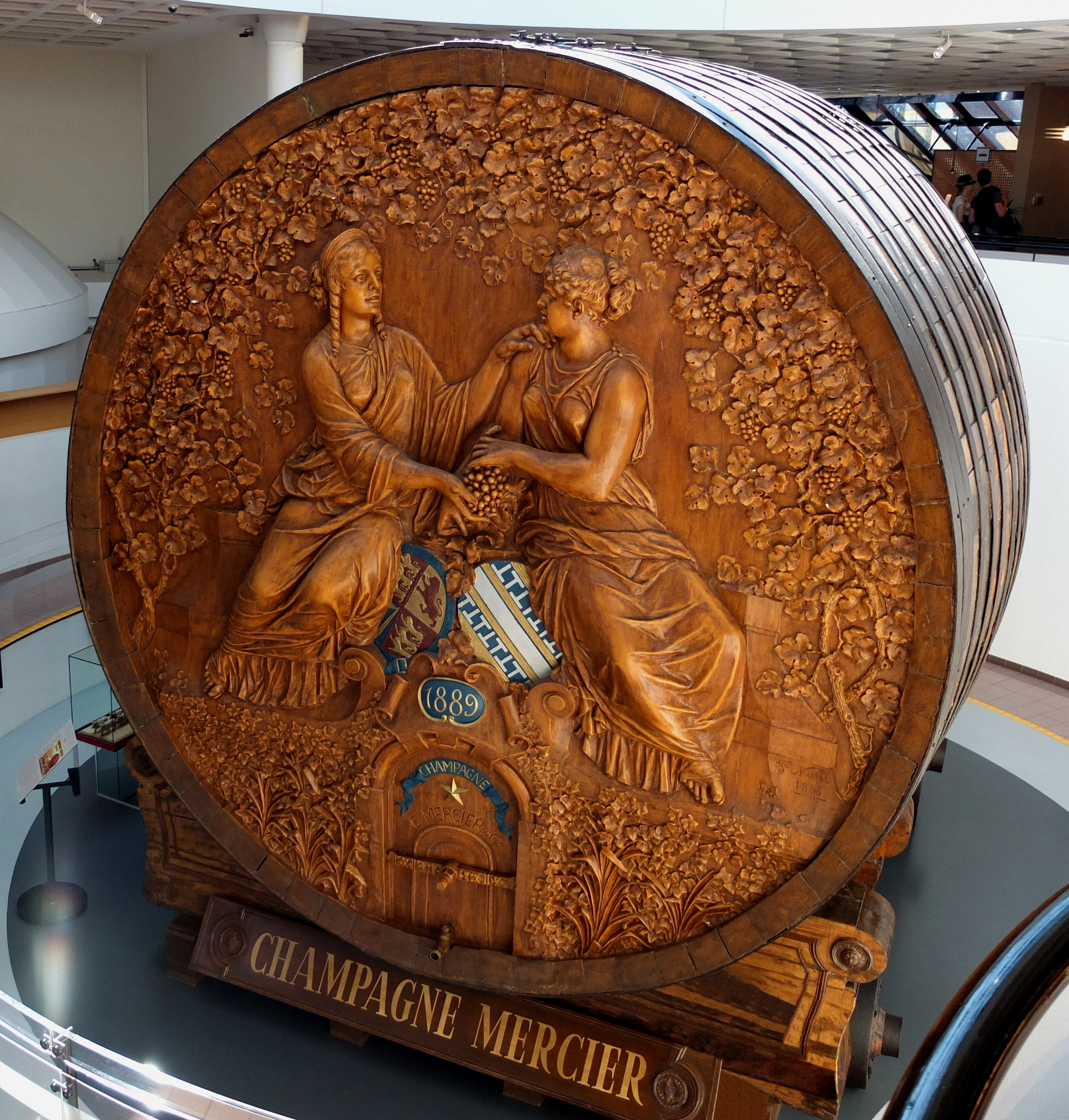
Das 200.000 Flaschen fassende Eichenfass von Mercier, heute in der Eingangshalle von Mercier in Épernay ausgestellt